# Nyugat-Dunántúl turisztikai régió

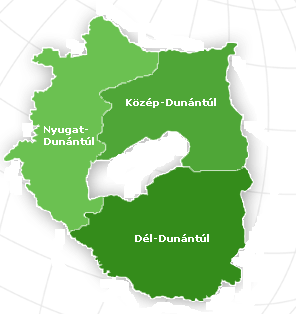
Nyugat-Dunántúl turisztikai régió a Dunántúlon belül

A Nyugat-Dunántúli turisztikai régió a magyarországi idegenforgalmi régiók egyike, az ország északnyugati részében helyezkedik el. Három vármegye, Győr-Moson-Sopron, Vas és Zala alkotja.
A nyugat-dunántúli statisztikai régió területe megegyezik a Nyugat-Dunántúl turisztikai régióval, kivéve Zala vármegye keleti, Balaton körüli részét, amely a Balaton turisztikai régióhoz tartozik.

## Turisztikai látnivalók
A nyugat-dunántúli turisztikai régió fő látnivalóit a műemlékek sokasága, a kisvárosok és falvak középkori és barokk templomai, kastélyai, a sok helyütt még érintetlen természet és a nagy kiterjedésű, tiszta levegőjű hegyvidéki erdőségek jelentik.

### Épített örökség

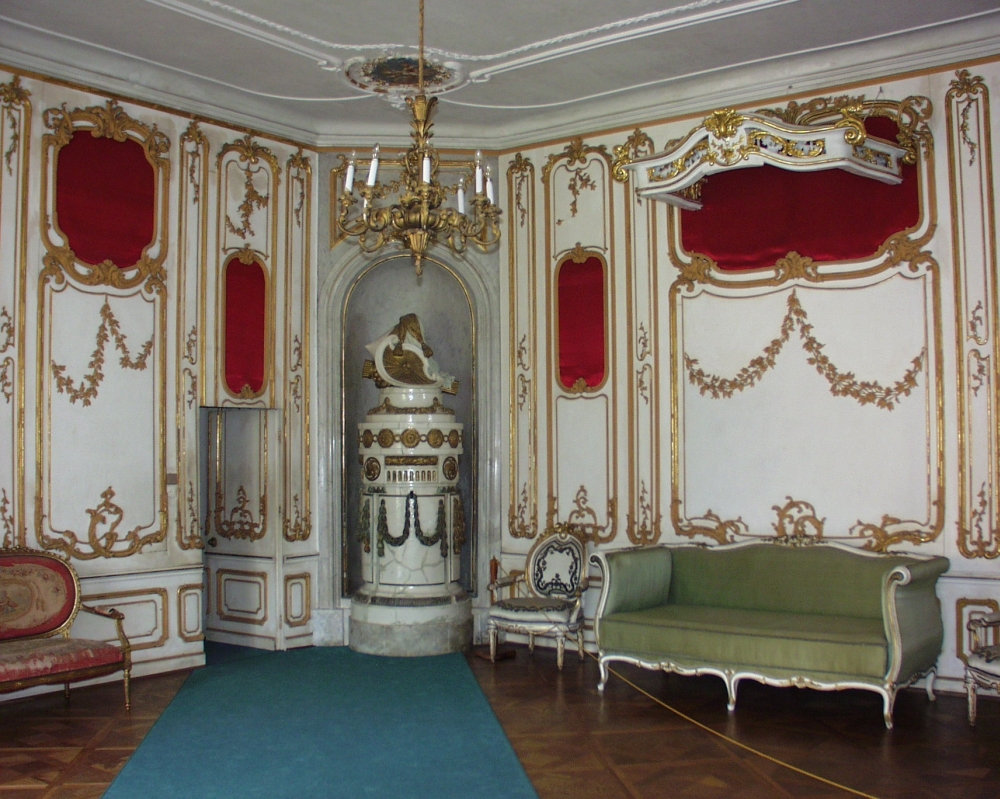
A fertődi Esterházy kastély belseje

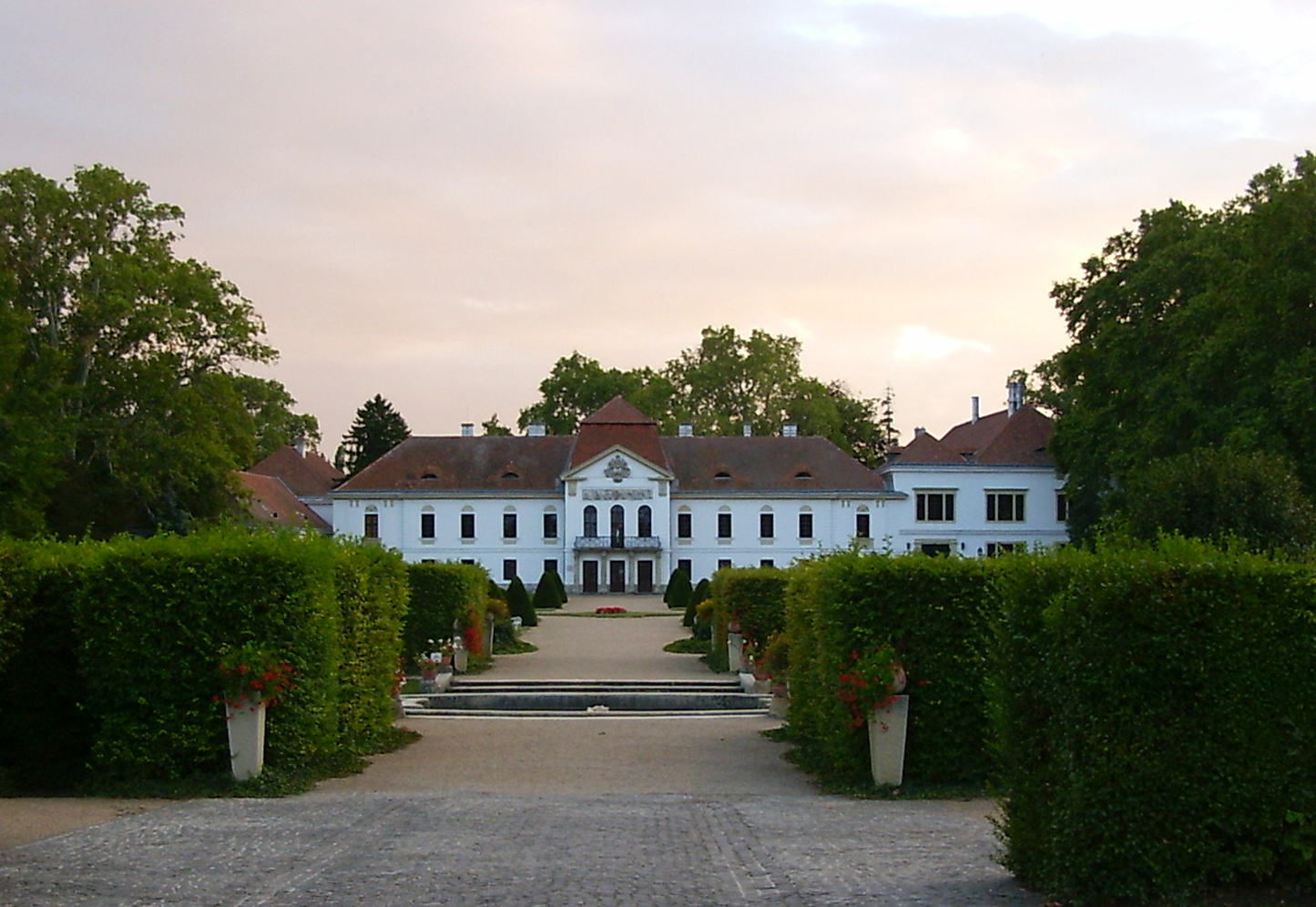
A nagycenki kastély

Nevezetességek Győr-Moson-Sopron vármegye településein:

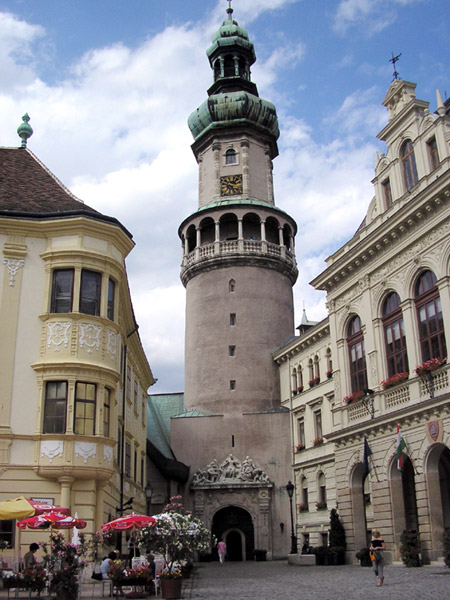
Sopron, Tűztorony

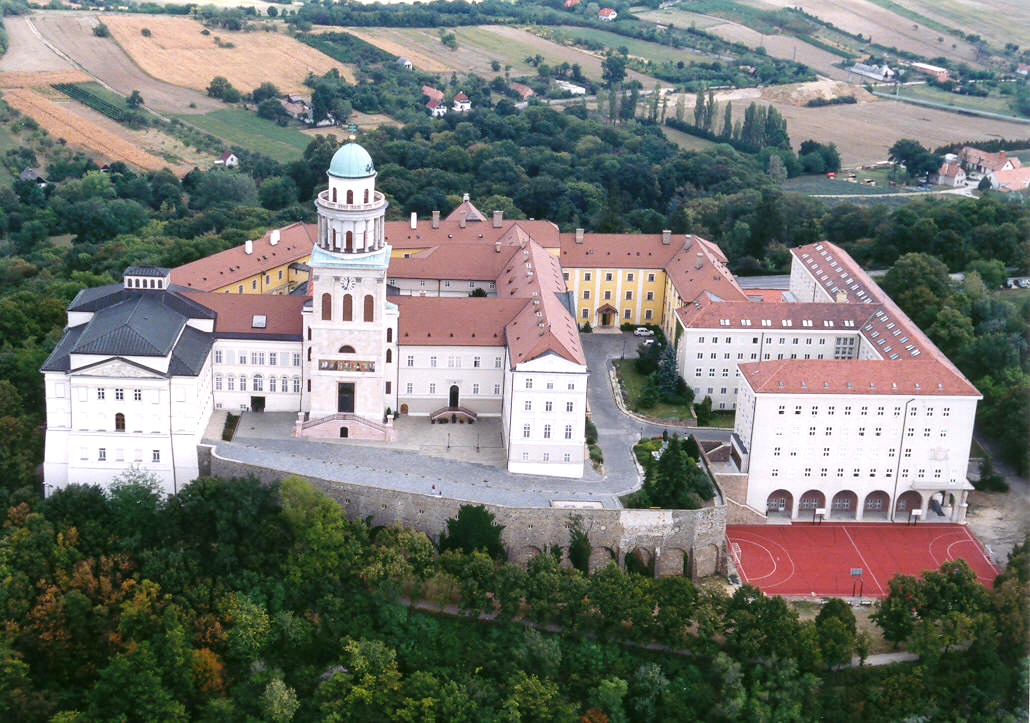
Pannonhalmi Bencés Főapátság

Pannonhalma
A megye különleges értéke a Pannonhalmi Bencés Főapátság. A főapátság látványos épületegyüttese a Szent Márton-hegyen épült fel. A román stílusú altemplom és kerengő, valamint a gótikus bazilika az évszázadok során barokk és klasszicista stílusú épületrészekkel egészült ki, amelyek a főapátság mai arculatát meghatározzák. A 19. századi könyvtárterem 400 ezres gyűjteményében számos könyvritkaságot őriznek. Az egész épületegyüttest a magyar klasszicizmus egyik legismertebb alkotása, az 55 méter magas torony koronázza. A Pannonhalmi Bencés Főapátság az UNESCO Világörökség Bizottságának döntése nyomán 1996 decembere óta a világ kulturális örökségének része.
Győr
A "Folyók városa", a római Arrabona, püspökségi központ. Óvárosa a Káptalan-dombon terül el. Érdemes felkeresni a püspöki székesegyházat, további látnivalói a Papnevelde, a Borsos Miklós Múzeum, a Kreszta-ház, a Patkó Imre-gyűjtemény, a Szent Ignác-templom, a Városháza és az Eszterházy kastély. Ismert nevezetessége a Rába Quelle Gyógy-, Termál- és Élményfürdő.
Sopron
Egyike Magyarország műemlékekben leggazdagabb helységeinek, a római Scarbantia. Említésre méltó látnivalók a Tűztorony, a magángyűjtemények (pl. Stornó-gyűjtemény), a Lábas-ház, a Fabricius-ház, a Római Kőtár, a Patikamúzeum, a Pékmúzeum, az Orsolyita-templom, a Caesar-ház, az Ózsinagóga, az Eggenberg-ház, a Szent György-templom, a Templom utca múzeumai és az Esterházy-ház.
Fertőd
Sokan keresik fel a barokk stílus gyöngyszemének tekintett fertődi Esterházy-kastélyt. Mai formáját a 18. század második felében nyerte el, Esterházy (Fényes) Miklós elképzelései és tervei alapján. Több építész dolgozott rajta, de a munkát a herceg fogta össze. Az ő idejében közel húsz év alatt alakult ki az épület, amely a bécsi Schönbrunn és a párizsi Versailles méltó párja. A barokk épületegyüttes a maga korában egyedülálló építészeti jelenségként értékelhető. Az itt lakó Esterházy hercegek művészetpártoló tevékenysége révén a 18. század végi Magyarország egyik fő kulturális központja volt, „Magyar Versailles”-nak is nevezik.
Nagycenk
A Széchenyi-kastélyt 1969–73 között állították helyre, és 1973-ban megnyitották benne a Széchenyi István Emlékmúzeumot. Az épületegyüttes egy részében, a keleti oldalon a méntelep, a nyugati épületrészt lezáró „Vörös kastélyban” a Kastély Szálló (szálloda, étterem, kávézó) kapott helyet. A homlokzat oromzatán egy nagy Széchenyi-címert láthatunk. A bejárati ajtók mögött a "sala terrena", a fogadóterem helyezkedik el. Az emlékmúzeum két részből áll: a földszint összenyíló teremszobáiban korabeli enteriőrök között a Széchényi-család történetét és Széchenyi István életét mutatják be számos érdekességgel. Az emeleten „a legnagyobb magyar” munkásságához kötődő gazdasági kiállítások kaptak helyet, egy terem kivételével modern berendezéssel. Innen további kirándulás tehető a nagycenki múzeumvasúton.
A vidék híres látnivalói közé tartozik még a lébényi román stílusú templom és a fertőrákosi kőfejtő.
Nevezetességek Vas vármegye településein:

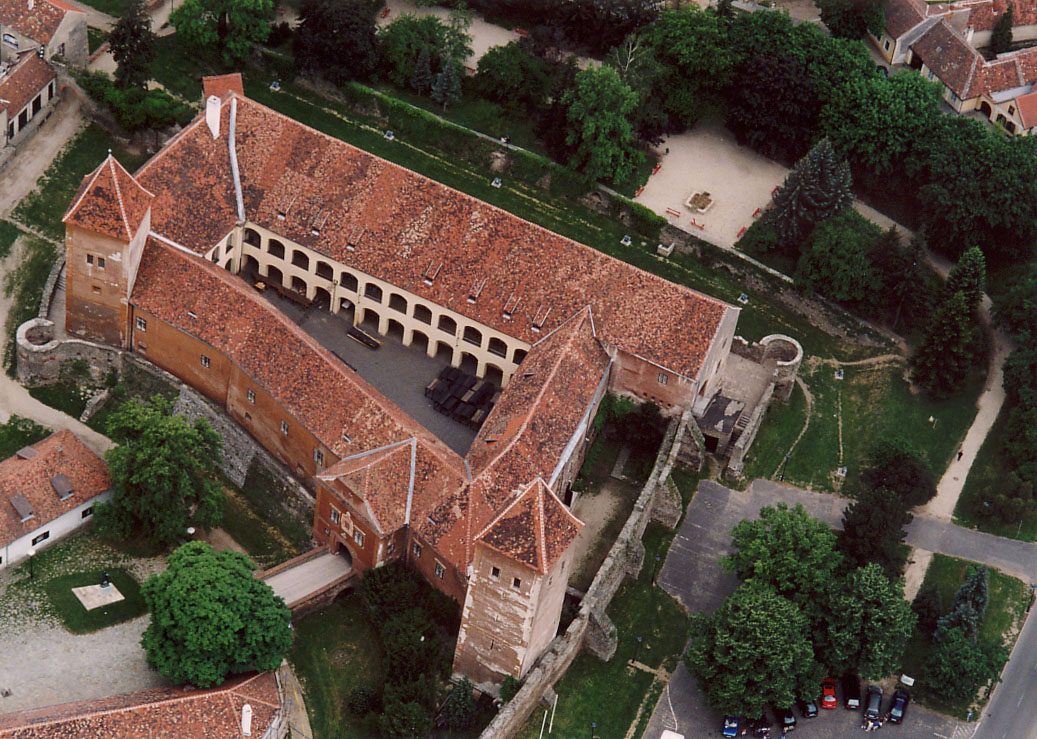
Jurisics-vár

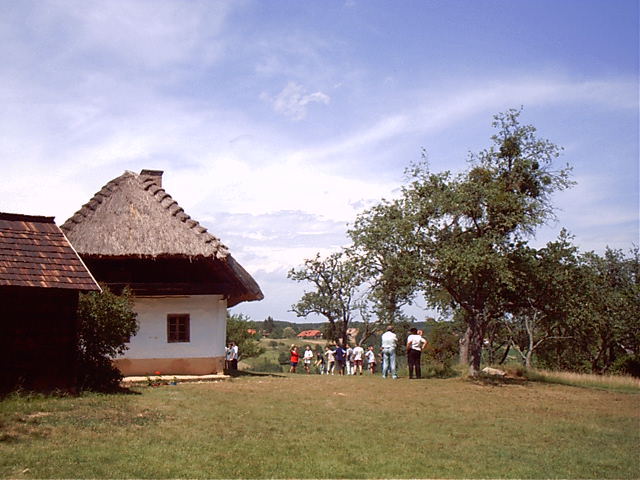
Őrségi skanzen Szalafő - Pityerszer

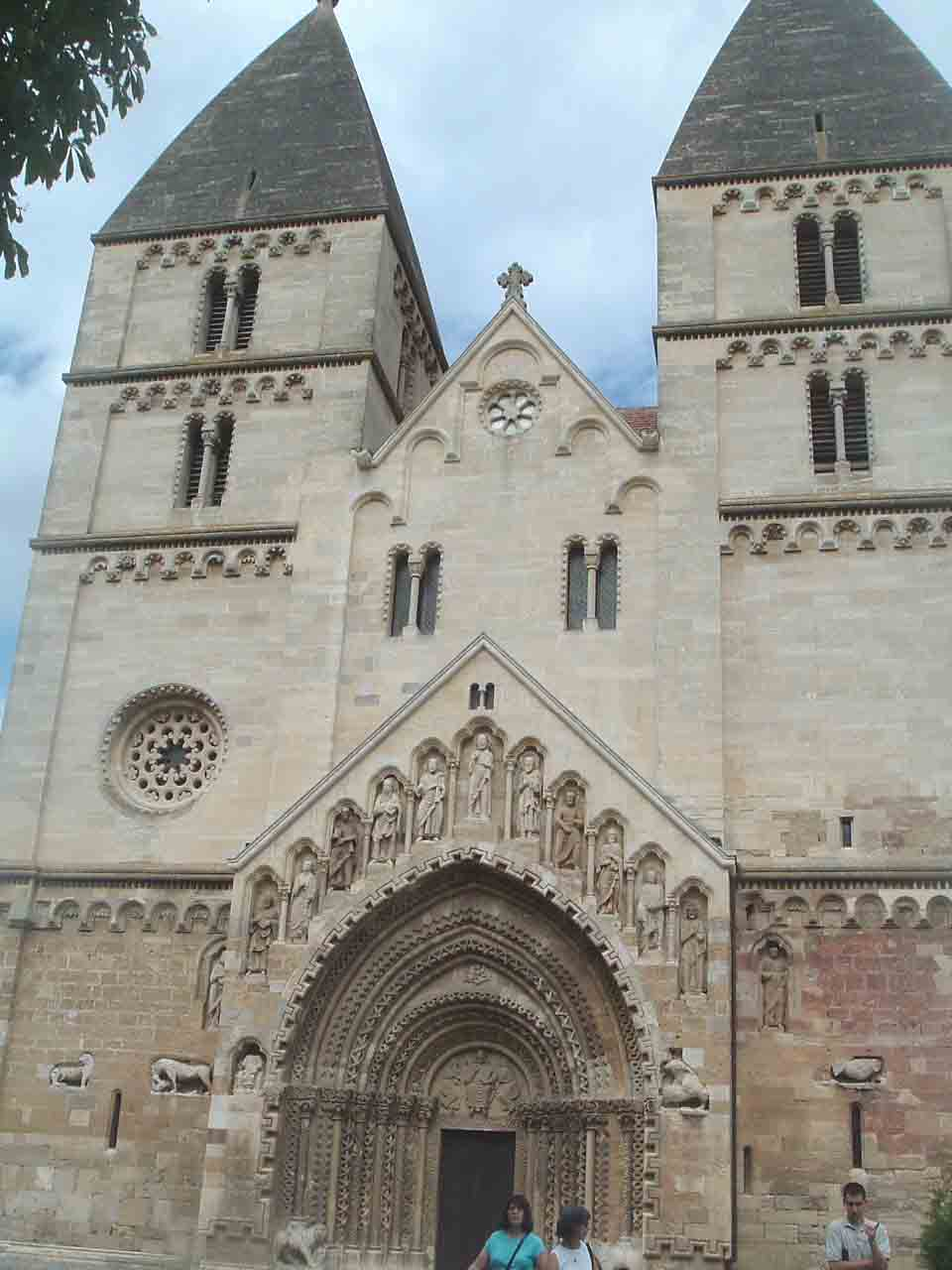
A jáki templom bejárata

Szombathely
A római Savaria, melynek fennmaradtak e korból származó emlékei (Romkert fórum, mozaikok, Mercurius–szentély). Az ásatások leletei a Savaria Múzeumban tekinthetők meg. Az Iseum Romkertben az Isis-szentély látható. További érdekességek a Püspöki Székesegyház (1791), a copf Püspöki Palota, az Egyházmegyei Múzeum, a Szent Erzsébet plébániatemplom, a ferences kolostor, a dominikánus templom, a Művészeti Galéria.
Kőszeg
Hangulatos történelmi városközpontjának kedvelt kirándulási célpontja a Jurisics vár, mely a törökök feletti győzelem emlékeit őrzi.
Ják
Római katolikus apátsági temploma 1220-1256 között épült, többször bővítették, mellette a Szent Jakab-kápolna 1260 körüli időszakból származik. 1781-ig a templomot cinterem (temető) vette körül. 1896-1904 között Schulek Frigyes tervei szerint restaurálták. Kapuja 1663-ban épült, kőfala későbbi. A román kori magyar templomépítészet legjelentősebb megmaradt alkotása.
Az Őrség népi építészetének emlékei:
Zömében Nyugat-Magyarországon, kisebb részben a szlovéniai Muravidéken található történeti és néprajzi tájegység. Története azzal kezdődik, hogy a honfoglaló magyarok a nyugati kapu védelmére őrállókat telepítettek. Innen ered a táj neve is. A nyugati határvidéken különös fontosságú volt a határőrizet az Árpádok korában. Szalafőt hét szer alkotja, a legarchaikusabb őrségi települést. A népi építészetnek a Pityerszeri Népi Műemlékegyüttes állít emléket, ahol láthatók még a környékre jellemző lakóépületek, az ún. kerített ház, a kontyos ház és a kástu. Az Olajmúzeumban a tökmagültetés eszközeit állították ki. További látnivalója a Jakosa porta szintén a régen itt lakó parasztok életébe enged betekintést. Őriszentpéter az Őrség központja, egyedülálló, kilenc szerből álló település. Védett őrségi lakóházak, boronapajta látogathatók itt. Pankaszon áll az Őrség egyik legszebb szoknyás haranglába, mely 1775-ben fából készült. Velemér Árpád kori műemléktemploma késő román és kora gót építészeti stílusjegyeket mutat, a XIII. század végén a Szentháromság tiszteletére szentelték. "2006-ban indult nálunk a projekt, akkor "Magyarország legjobban fejlődő vidéki desztinációját" választották ki. E pályázat győztese az Őrség lett..." Forrás:  Archiválva 2009. szeptember 25-i dátummal a Wayback Machine-ben
Nevezetességek Zala vármegye településein:

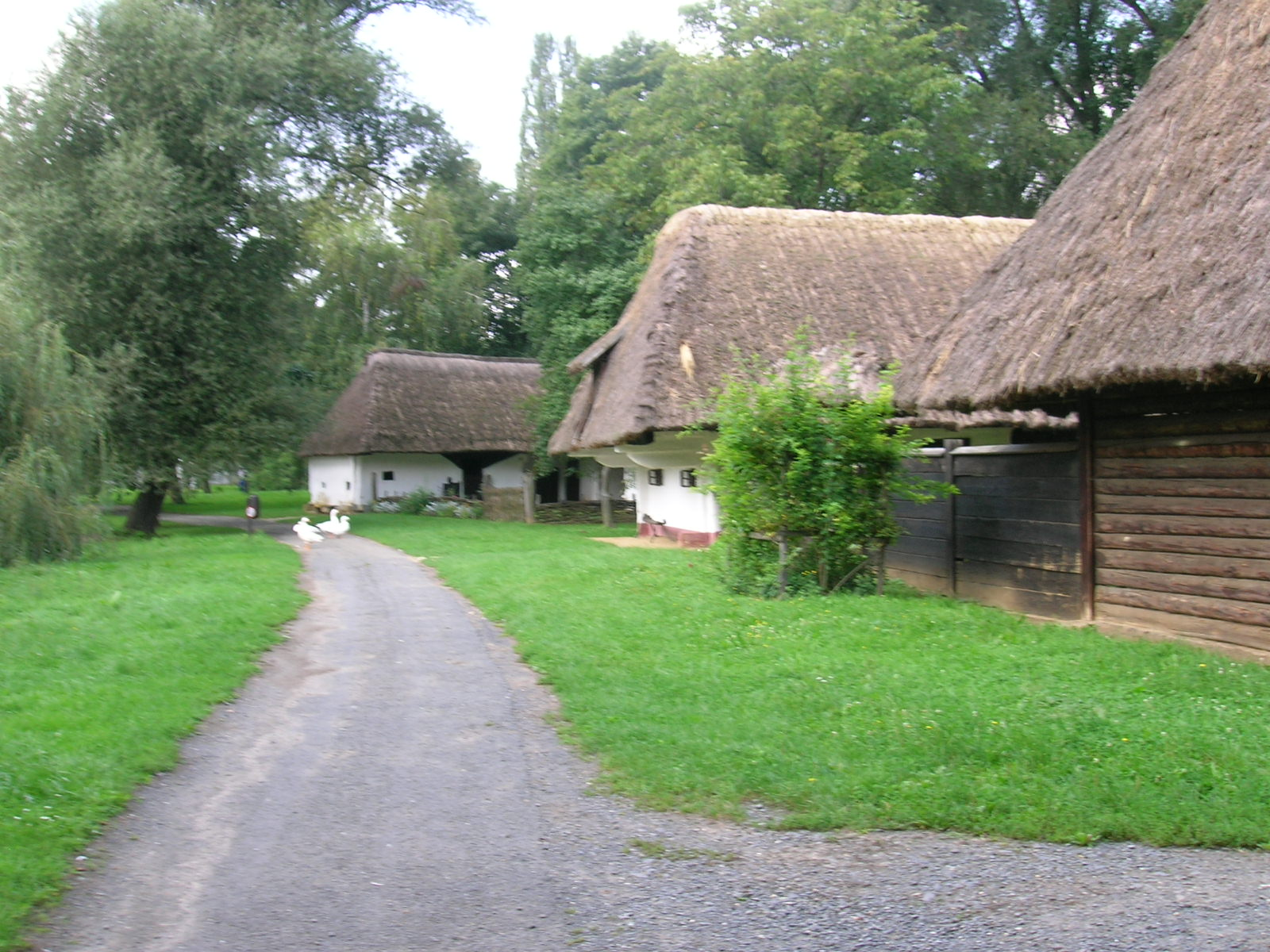
Göcseji Falumúzeum (Zalaegerszeg)

A megye fő vonzerejét a természet mellett a gyógyfürdők, a romantikus göcseji táj, az élő népművészet és a hagyományos falusi vendéglátás jelentik.
Zalaegerszeg
Göcsej tájegység központja, megyeszékhely. Felkereshető nevezetességei az egyedülálló Olajipari Múzeum, a Göcseji Falumúzeum és Finnugor Néprajzi Park illetve a Göcseji Múzeum, a Megyei Bíróság (egykori Vármegyeház) épülete, a tévétorony az Alsóerdőn, ahonnan gyönyörű panoráma tárul a környező dombvidékre és a városra. A kultúra rajongóit a Városi Hangverseny- és Kiállítóterem (egykori Zsinagóga) rendezvényei is várják.
Göcsej népi építészetének emlékei:
Domborzati-néprajzi tájegység, a vármegye legismertebb része, a Zala, Válicka és a Kerka folyók által határolt vidéken, kb. 70 községet foglal magába. Középső része a "szegek" vidéke. Sok helyütt fennmaradtak a népi építészet illetve népszokások emlékei (Böde - Szent Mihály-templom, Nova - Plánder Ferenc Falumúzeuma, Kávás - Népi műemlékház, Zalalövő - Népi műemlékház, Csesztreg - Népi műemlékház, Szent Móric-templom, Nemesnép - Fazsindelyes szoknyás harangláb, Rádiháza - Gutorfölde - 1990-es évek eleje óta méneseiről híres).
Hetés népi építészetének emlékei:
Domborzati és néprajzi tájegység, Göcsejtől és a Kerka folyótól délnyugatra, részben Szlovéniában. Elnevezése valószínűleg a hetes számmal van összefüggésben. Hagyományosan Hetésnek a történelmi Zala vármegye azon hét települését nevezték („Hetes” → Hetés), amelyek neve "háza" végződésű volt; ezek a ma is létező Bödeháza, Gáborjánháza, Göntérháza és Szijártóháza, valamint a ma már nem létező Gálháza, Pálháza és Nyakasháza. Később a Hetés fogalmába a Lendva központú, néprajzilag hasonló területet egészét beleértették. Sík terület, határain egykor árterekkel, mocsarakkal és ingoványos vidékekkel. A környéken neves települései Rédics, Lenti, Lovászi, Gosztola, Lendvadedes és Szentgyörgyvölgy (Hetés és Őrség határa).

### Természeti örökség
Fertő–Hanság Nemzeti Park
A Fertő-táj nemzetközi elismertségét bizonyítja, hogy 1979-ben bioszféra rezervátummá nyilvánították, 1989-től pedig a Ramsari Egyezmény nemzetközi jelentőségű vadvizei között is számon tartják. 1994. március 8-án az egykori Hanság Tájvédelmi Körzet hozzácsatolásával létrejött a Fertő–Hanság Nemzeti Park. 1994. április 24-én került sor az osztrák oldalon megalakult nemzeti parkkal közös megnyitóra. A Fertő (vagy Fertő tó) Közép-Európa harmadik legnagyobb tava és a kontinentális síkvidéki sós tavak legnyugatibb képviselője, kora kb. 20 000 év.
- Nagycenki Hársfasor Természetvédelmi Terület: Széchenyi István nagyszülei, gróf Széchényi Antal és Barkóczy Zsuzsanna telepítették ezt a 40 méter széles és 2,5 km hosszú fasort, az 1750-es években. Eredetileg 645 kislevelű hárs szegélyezte a sétányt, mára ezek egy része maradt csak meg, köztük sok a beteg, odvas példány.
- Pannonhalmi Arborétum Természetvédelmi Terület: az arborétum az apátsági műemlék-együttes szerves folytatása. Különlegessége, hogy a hegy északkeleti, meredek lejtőjére telepítették. Ma mintegy 400 növényfajt gondoznak benne.
- Soproni Botanikus Kert Természetvédelmi Terület: a botanikus kert elsődleges célja az erdészeti oktatás és kutatás segítése. A legnagyobb érték itt a tűlevelű gyűjtemény, közte a japán nikkonfenyő és a mandzsu jegenyefenyő

Őrségi Nemzeti Park
Az Őrségi Tájvédelmi Körzetből 2002. március 1-jén hozták létre Magyarország tizedik nemzeti parkját, az Őrségi Nemzeti Parkot, amely magába foglalja az Őrséget, a Vendvidéket, a Rába folyó völgyét és a Szentgyörgyvölgy környékét. 44 település határát öleli fel. Területe: 43 933 ha.
Írottkő Natúrpark
Alapítva: 1997. Határon átnyúló együttműködés eredménye. A 2004. évi, környezet- és természetvédelmi törvényeket módosító LXXVI. tv.10. § p. pontja szerint " Natúrpark: az ország jellegzetes természeti, tájképi, és kultúrtörténeti értékekben gazdag, a természetben történő aktív kikapcsolódás, felüdülés, gyógyulás, fenntartható turizmus és a természetvédelmi oktatás, nevelés, ismeretterjesztés, továbbá a természetkímélő gazdálkodás megvalósítását szolgáló nagyobb kiterjedésű területe, amely a jogszabályban foglaltaknak megfelelően jön létre." Sétára invitáló nevezetességei: a Hétforrás, a Szent Vid kápolna, az Óház kilátó, a Stájerházak és Írottkő.

## Egészségturizmus: Gyógy- és wellnessturizmus
Győr-Moson-Sopron vármegye gyógyfürdői
- Soproni Állami Szanatórium Balfi Részlege - Balf: A gyógyforrások már a római korban is ismertek voltak. Magas hidrogéntartalmú gyógyvízzel rendelkezik. Mozgásszervi betegségek (ízületi, lágyrész betegségek, anyagcserezavar okozta ízületi bántalmak), ortopédiai betegségek (gerinc, tartás), neurológiai betegségek, balesetek utáni utókezelések, bőrgyógyászati problémák kezelésre ajánlott.

- Flexum Termál Gyógyfürdő és Uszoda - Mosonmagyaróvár: Az Egészségügyi Minisztérium 1967 – ben már elismert gyógyvízként tartotta nyilván a mosonmagyaróvári vizet. A fürdőben jelenleg négy medence van, alapterületük 340 m2, 255 m2, 1125 m2 és 680 m2. 2 db úszómedence és 2 db ülőmedence. A két ülőmedence egyike 37-38 fokos gyógyvizes a másik 30-32 fokos kevert gyógyvizes. Az úszómedencék vízhőfoka 26-27 C illetve 28-30 C- os. Összetétele: alkáli-hidrogénkarbonátos víz sok oldott sóval és kloridtartalommal. Mozgásszervi betegségek fürdőkezelésére, idült légzőszervi bántalmak esetén – belégzéses formában, gyomor- és bélbetegségek ivókúrával ajánlható.

- Rába Quelle Gyógy-, Termál- és Élményfürdő - Győr: A győri vizet már a középkori krónikák is jegyezték, mert számos betegségre hatásos. A 2000 méter mély termálkútból feltörő 67 °C-os vizet 1978-ban minősítették gyógyvízzé. 2004. október 3-án nyitotta meg kapuit a mai kor igényeinek megfelelő Rába Quelle Gyógy-, Termál- és Élményfürdő.

Győr-Moson-Sopron vármegye termálfürdői
- Sára Termál – Hegykő: 1971-ben a Konyha-dűlő 11 hektáros területén gyógyhatású fürdőt építettek ki. 1969-ben kezdték el azt a fúrás, mely 1500 m mélységből percenként 400 liter 58°C-os alkáli-hidrogén-karbonátos vizet fakasztott. A strand négy medencés, 2500 férőhelyes. Két, egyenként 180 m² területű, háromszög alakú medencéjében a fürdőzők ülőpadokra telepedhetnek. A medencék vize 38, illetve és 32°C-os. A 90 m²-es pancsolót 26°C-os vízzel töltik fel. 1976-ban nyílt meg a 33,3 m x 22 m-es úszómedence, amelyben rendszeresen edzéseket és versenyeket tartanak – ennek vize 24°C-os. A két ülőmedence elsősorban mozgásszervi megbetegedések gyógyítására alkalmas, de a forrás gyomorbántalmak elleni ivókúrára is megfelel.

- Kapuvári Termálfürdő – Kapuvár  Archiválva 2013. december 23-i dátummal a Wayback Machine-ben

- Lipóti Termál- és Élményfürdő vagy Lipótfürdő – Lipót: A termálfürdő 65°C-os termálvizével 2002 óta új arculattal fogadja a vendégeket. 3 hektár területen működik, két termálmedencével, egy úszómedencével, 600 m2 élménymedencével, gyermekpancsolóval és gyermekmedencével, 1600 m2 vízfelülettel. A medencék vízhőmérséklete 38 C-os, 32 C-os és 25°C-os.

Vas vármegye gyógyfürdői
- Büki Gyógyfürdő - Bükfürdő: 1957 őszén határában kőolajat kerestek, de a várakozással szemben a fúrások meleg vizet hoztak a felszínre. A község felismerve a felfedezés jelentőségét a melegvízkútra 1962-ben fürdőt épített. Vizét 1965-ben hivatalosan is gyógyvízzé nyilvánították. A fedett fürdő 1972-ben nyílt meg, ezzel alkalmas lett az egész évi gyógyüdülésre is. 1973-ban gyógyfürdővé, 1979-ben országos jelentőségű gyógyhellyé nyilvánították. A lakosság fogyása előbb megállt, majd dinamikus növekedésnek indult. 1992-ben megnyílt a rekreációs park is. Ma a fürdő az ország második legnagyobb gyógyfürdője. Területe 14 hektár, 26 medencével (ebből 11 fedett), 5 ezer négyzetméter vízfelülettel rendelkezik.

- Gyógy-és Wellnessfürdő Sárvár - Sárvár: A termálfürdőben 2002 decemberében gyógy- és wellnessfürdőt is nyitottak. A fürdő 2004-ben Wellness Center kategóriában, 2005-ben Wellness Medicina kategóriában nyerte el a Magyar Wellness Társaság nívódíját. 2004-ben Sárvárt felvették az Európai Királyi Fürdők Szövetségébe. 2007-ben a fürdő kiérdemelte az EUROPESPA-med minőségi díjat.  Archiválva 2009. március 3-i dátummal a Wayback Machine-ben

- Vulkán Gyógy- és Élményfürdő - Celldömölk: 1245 m mélységből érkezik a celli Vulkán gyógyvíz , mely nátrium hidrogén-karbonátos, kloridos lágy víz jelentős fluorid tartalommal. A kutat 2003-ban fúrták, vize főképpen a mozgásszervi panaszok enyhítésére szolgál.

- Vas Megyei Rehabilitációs Kórház és Gyógyfürdő - Szentgotthárd [halott link]

Vas vármegye termálfürdői:
- Fedett Uszoda és Termálfürdő - Szombathely: Zöldövezeti 3 hektáros területen fekvő fürdőlétesítmény, 2003-ban újították fel és bővítették ki. 50 méteres, feszített víztükrű úszómedence, meleg vizes lazítómedence, gyermekmedence található itt. Vize ivókúra foemájában fogyasztható emésztőrendszeri megbetegedések, savtúltengés, epehólyag és epeutak betegségeinek orvoslására.

Zala vármegye gyógyfürdői
- Lenti Termálfürdő és Szent György Energiapark - Lenti: Az 1970-ben talált 40 fokos termálvízre építették a fürdőt, mely 1978-ban nyílt meg, s utána folyamatos fejlesztésen ment keresztül. 2004 júliusában avatták fel a termálfürdő 1340 m2 felületű élménymedencéjét. A lenti fürdő vize Európa szerte ismert 40 000 éves nátrium-hidrogénkarbonátos gyógyvíz, amely mozgásszervi, ízületi, gerinc és hátproblémák kezelésére alkalmas. A gyógyvíz hatását a Szent György Energiapark jótékony földsugárzásai egészítik ki. A gyógyvízhez kapcsolódóan kúraszerűen alkalmazott gyógyászati kezelések is igénybe vehetők.

- Kehida Termál Gyógy- és Élményfürdő - Kehidakustány: Minősített kalcium-magnézium hidrogén-karbonátos vízét a kénes gyógyvízek csoportjába sorolták, radont nem tartalmaz. Mozgásszervi betegségek, nőgyógyászati megbetegedések, idegrendszeri bántalmak, bőrgyógyászati problémák ellen ajánlott.

Zala vármegye termálfürdői:
- Aquacity Zalaegerszegi Élmény- és Csúszdapark és Termálfürdő - Zalaegerszeg: a Gébárti Szabadidőközpontban, Ságod városrészben fekszik. A terület nagysága 7,5 ha, 6000m²-nyi vízfelülettel. 18 db csúszda (13 db felnőttek, 5 gyermekek részére) helyezkedik el itt. A komplexum a Széchenyi Terv támogatásával jött létre.

- Szent Gróth Termálfürdő és Szabadidőközpont – Zalaszentgrót: 2001-ben nyitotta meg kapuit, 2005-ben fedett fürdővel bővült. Négy szabadtéri és négy fedett medence, 1100 m² vízfelület áll a fürdővendégek rendelkezésére.

- Bázakerettyei Termálfürdő – Bázakerettye: A vizet az 1990-es évek végén találták, a medencék 200-2002 között épültek. A fürdőben két melegvizes élménymedence, pezsgőfürdő, egy hidegvizes medence látogatható. Befogadóképessége: 2000 fő.

- Pusztaszentlászlói Termálfürdő – Pusztaszentlászló: A településen 2002-ben termálkutat nyitottak, majd 2003-ban megkezdték a termállétesítmény építését.

## Kulturális rendezvények
Győr-Moson-Sopron vármegye:
- Budapesti Vonósok Haydn Fesztiválja (Fertőd)
- Haydn Eszterházán (Fertőd)
- Győri Tavaszi Fesztivál (Győr)
- Győri Nyár Nemzetközi Kulturális Fesztivál (Győr)
- Barokk Bál és Gyermekbál (Győr – Zichy-palota)
- Magyar Táncfesztivál (Győr-Győri Balett)
- Nemzetközi Néptánc és Népzenei Fesztivál (Győr)
- Barokk Nosztalgiák (Győr)
- Soproni Ünnepi Hetek (Sopron)
- Régi Zenei Napok (Sopron)
- Magyarország Bormarketing Konferencia (Sopron)

Vas vármegye:
- Kőszegi Várszínház (Kőszeg)
- Nemzetközi Folklórnapok (Sárvár)
- Savaria Nemzetközi Táncverseny – IDSF Latin Világkupa (Szombathely – Művelődési és Sportház)
- Savaria Történelmi Karnevál (Szombathely)
- Szombathelyi Tavaszi Fesztivál (Szombathely)
- Nemzetközi Bartók Szeminárium és Fesztivál (Szombathely)
- Őrségi Vásár (Őriszentpéter)
- "...Természetesen, Őrség" – biogazdálkodási és ökoturisztikai szakkiállítás (Őriszentpéter)
- Őrségi Rétesfesztivál (Kondorfa)

Zala vármegye:
- Tavaszi Művészeti Fesztivál (Nagykanizsa)
- Zalai Nemzetközi Néptáncfesztivál (Nagykanizsa)
- Kanizsai Bor- és Dödölle Fesztivál (Nagykanizsa)
- Kanizsai Sörfesztivál és Fúvószenei Találkozó (Nagykanizsa)
- Prószafesztivál (Zalaegerszeg)
- Zalaegerszegi Országos Fazekas és Keramikus Találkozó (Zalaegerszeg)
- Egerszeg Fesztivál (Zalaegerszeg)
- Egervári Esték (Egervár, Várszínház)